# Экерманы
Экерманы — дворянский род.
Антон Антонович Экерман вступил в службу в 1769 году. 13 октября 1786 года уволен от службы с чином полковника, и находясь в этом звании, 27 августа 1798 года пожалован дипломом на дворянское достоинство.

## Описание герба
Щит разделён горизонтально на две части, из них в верхней в серебряном поле изображены два чёрных орлиных крыла к нижним углам распростёртые. В нижней части в голубом, поле восьмиугольная золотая звезда.
На щите дворянский коронованный шлем. Нашлемник: три страусовых пера. Намёт на щите серебряный, подложенный голубым. Герб Экермана внесён в Часть 6 Общего гербовника дворянских родов Всероссийской империи, стр. 158.